# Wahlen in Palau 1992
Die Wahlen in Palau (General elections) wurden 1992 im pazifischen Inselstaat Palau durchgeführt um den Präsidenten und den Olbiil Era Kelulau (National Congress) zu wählen. Alle Kandidaten traten als unabhängige an. Die erste Runde der Präsidentschaftswahlen wurde am 22. September durchgeführt, während die zweite Wahlrunde und die Wahlen für das House of Delegates und den Senat am 4. November durchgeführt wurde. Alle Kandidaten traten als unabhängige an.
Obwohl Kuniwo Nakamura in der ersten Wahlrunde als zweiter abschnitt, wurde er als Präsident gewählt, während Thomas Remengesau Jr. die Wahl zum Vizepräsident gewann. Die Wahlbeteiligung lag bei 74,3 % (8.511 Wähler) in den Präsidentschaftswahlen am 22. September und 83,9 % (9.702 Wähler) am 4. November, sowie 83,2 % für die Parlamentswahlen.

## Ergebnisse

### Präsidentschaftswahlen

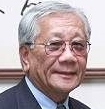
Kuniwo Nakamura

Kuniwo Nakamura wurde sehr knapp, mit 4.841 Stimmen (50,70 %) gegenüber Johnson Toribiong (4.707 Stimmen) gewählt. Der dritte Kandidat, Ngiratkel Etpison kam im ersten Wahlgang nur auf 2.089 Stimmen.

### Vizepräsident

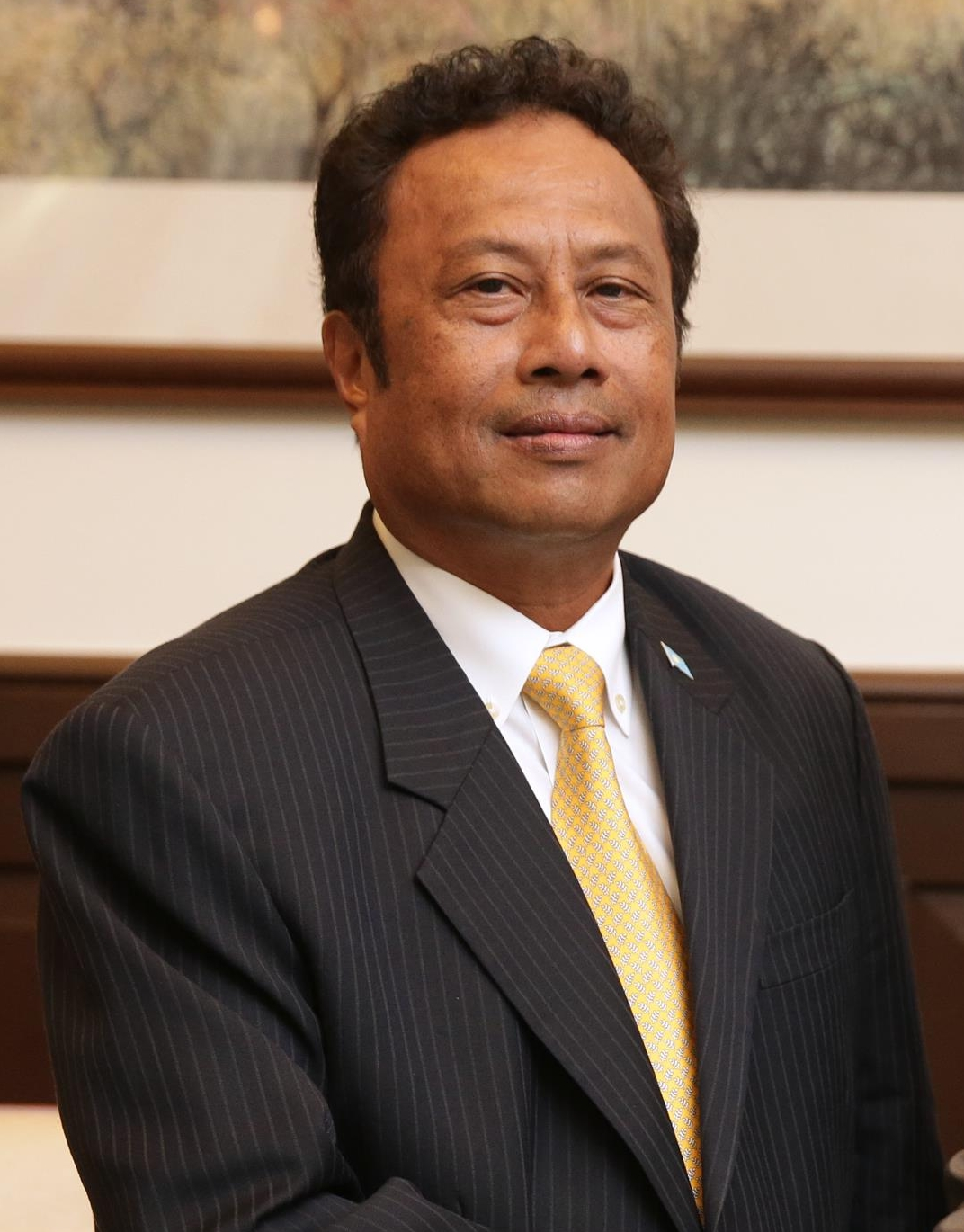
Thomas Remengesau Jr.

Thomas Remengesau errang 4.805 Stimmen (51,72 %) im zweiten Wahlgang gegenüber 4.485 Stimmen (48,28 %) seiner Konkurrentin Sandra Pierantozzi. Im ersten Wahlgang waren bereits Minoru Ueki (1.861 Stimmen) und Moses Uludong (1.632 Stimmen) ausgeschieden.

### Senat
Die 14 Sitze im Senat wurden durch 9.504 Wähler gewählt.

### House of Delegates
Die 16 Sitze im House of Delegates wurden durch 8.615 Wähler ermittelt.